# Santiago Castroviejo-Fisher
Santiago Jose Castroviejo-Fisher (* 13. November 1979) ist ein spanischer Biologe und Herpetologe. Sein Forschungsschwerpunkt sind die neotropischen Froschlurche (Anura).

## Leben
Ab 1998 studierte Castroviejo-Fisher an der Universität Sevilla in Spanien, wo er 2003 in zum Master in Biologie graduiert wurde. Nach einem Doktoratsstudium von 2005 bis 2009 an der Universität Uppsala wurde er mit der Dissertation Species limits and evolutionary history of glassfrogs unter der Leitung von Carles Vilà zum Doktor in Evolutionsgenetik promoviert. 
Von 2009 bis 2010 war er Postdoc-Stipendiat an der Universidad de los Andes in Bogotá, Kolumbien und von 2010 bis 2012 mit Unterstützung des Fulbright-Programms und des spanischen Bildungsministeriums am American Museum of Natural History (AMNH) in New York City, wo er unter der Leitung von Darrel Frost das Projekt Diversification of Evolutionary Radiations: What Can We Learn from Tropical Amphibians? betreute. 
Seit 2013 ist er außerordentlicher Professor an der Pontifícia Universidade Católica do Rio Grande do Sul (PUCRS) in Porto Alegre, Brasilien und wissenschaftlicher Mitarbeiter am American Museum of Natural History.
Bei seinen Projekten verwendet Castroviejo-Fisher einen historischen Ansatz, der auf Disziplinen wie Phylogenese, Systematik und Biogeographie basiert. Er konzentriert seine Forschung in erster Linie auf Amphibien und Reptilien der Neotropis und in geringerem Maße auch auf Afrika.
In einem Artikel der spanischen Tageszeitung El País vom 9. September 2018 übte Castroviejo-Fisher nach dem Brand im brasilianischen Nationalmuseum massive Kritik an den Regierungen, die diese Katastrophe ermöglicht hätten.

## Erstbeschreibungen von Santiago Castroviejo-Fisher
Santiago Castroviejo-Fisher war an den folgenden Erstbeschreibungen beteiligt:
- Yunganastes Padial, Castroviejo-Fisher, Köhler, Domic & De la Riva, 2007
- Hyalinobatrachium tatayoi Castroviejo-Fisher, Ayarzagüena & Vilà, 2007
- Hyalinobatrachium carlesvilai Castroviejo-Fisher, Padial, Chaparro, Aguayo-Vedia & De la Riva, 2009
- Atelopus loettersi De la Riva, Castroviejo-Fisher, Chaparro, Boistel & Padial, 2011
- Hyalinobatrachium kawense Castroviejo-Fisher, Vilà, Ayarzagüena, Blanc & Ernst, 2011
- Hyalinobatrachium tricolor Castroviejo-Fisher, Vilà, Ayarzagüena, Blanc & Ernst, 2011
- Oreobates amarakaeri Padial, Chaparro, Castroviejo-Fisher, Guayasamin, Lehr, Delgado, Vaira, Teixeira, Aguayo-Vedia, & De la Riva, 2012
- Oreobates gemcare Padial, Chaparro, Castroviejo-Fisher, Guayasamin, Lehr, Delgado, Vaira, Teixeira, Aguayo-Vedia & De la Riva, 2012
- Allophryne resplendens Castroviejo-Fisher, Pérez-Peña, Padial & Guayasamin, 2012
- Oreobates machiguenga Padial, Chaparro, Castroviejo-Fisher, Guayasamin, Lehr, Delgado, Vaira, Teixeira, Aguayo-Vedia & De la Riva, 2012
- Dendropsophus frosti Motta, Castroviejo-Fisher, Venegas, Orrico & Padial, 2012
- Proctoporus carabaya Padial, Chaparro, Castroviejo-Fisher & De La Riva, 2013
- Proctoporus iridescens Padial, Chaparro, Castroviejo-Fisher & De La Riva, 2013
- Proctoporus kiziriani Padial, Chaparro, Castroviejo-Fisher & De La Riva, 2013
- Centrolene charapita Twomey, Delia & Castroviejo-Fisher, 2014
- Chimerella corleone Twomey, Delia & Castroviejo-Fisher, 2014
- Cochranella guayasamini Twomey, Delia & Castroviejo-Fisher, 2014
- Hyalinobatrachium anachoretus Twomey, Delia & Castroviejo-Fisher, 2014
- Cryptobatrachinae Castroviejo-Fisher, Padial, De la Riva, Pombal, Silva, Rojas-Runjaic, Medina-Méndez & Frost, 2015
- Bryophryne quellokunka De la Riva, Chaparro, Castroviejo-Fisher & Padial, 2017
- Bryophryne tocra De la Riva, Chaparro, Castroviejo-Fisher & Padial, 2017
- Bryophryne wilakunka De la Riva, Chaparro, Castroviejo-Fisher & Padial, 2017
- Microkayla chapi De la Riva, Chaparro, Castroviejo-Fisher & Padial, 2017
- Microkayla chilina De la Riva, Chaparro, Castroviejo-Fisher & Padial, 2017
- Phyllomedusa chaparroi Castroviejo-Fisher, Köhler, De la Riva & Padial, 2017
- Phyzelaphryne nimio Simões, Costa, Rojas-Runjaic, Gagliardi-Urrutia, Sturaro, Peloso & Castroviejo-Fisher, 2018
- Allobates juami Simões, Gagliardi-Urrutia, Rojas-Runjaic & Castroviejo-Fisher, 2018
- Pseudogonatodes quihuai Rojas-Runjaic, Koch, Castroviejo-Fisher & Prudente, 2024